# Буссе, Людвиг Филиппович
Людвиг Филиппович Буссе (1803 — 1873) — российский ветеринар; магистр ветеринарии.

## Биография
Состоял ветеринарным врачом при главной придворной конюшне. Был автором идеи создания в 1846 году профессиональной общественной организации, объединяющей ветеринарных врачей — Общества ветеринарных врачей. С 1859 года Буссе являлся членом Императорского Вольного экономического общества, в работе которого принимал деятельное участие. 
С 1853 года Буссе издавал «Записки ветеринарной медицины», где также являлся и главным редактором; среди его сотрудников был, в частности, Роберт Карлович Пикок. Кроме множества журнальных статей, Буссе принадлежит ряд отдельно изданных книг по ветеринарии. Издал на русском языке зоотомический атлас Т. Лейзеринга.
Людвиг Филиппович Буссе умер в 1873 году.